# Битва у замка Бельвуар
Битва у замка Бельвуа́р — сражение между армией сарацинов под командованием Салах ад-Дина и войсками Иерусалимского королевства во главе с Балдуином IV в районе замка Бельвуар в 1182 году.

## Предыстория
В 1177 году правитель Египта и Сирии Салах ад-Дин начал масштабное вторжение в Иерусалимское королевство из Египта, но был разбит юным королём Балдуином IV в битве при Монжизаре. Отныне мусульманский лидер научился уважать военные таланты молодого христианского короля. В 1179 году Салах ад-Дин победил Балдуина IV в битве при Мардж-Уюне в Ливане.
В 1180 году Салах ад-Дин подписал договор о перемирии с двумя христианскими лидерами, Балдуином IV и Раймундом III, графом Триполи. Но два года спустя правитель Керака Рено де Шатийон напал на мусульманские караваны, проходившие через его земли. В ответ на это Салах ад-Дин немедленно собрал свою армию и выступил в поход.

## Кампания
11 мая 1182 года Салах ад-Дин покинул Египет и повел своё войско на север, к Дамаску через Айлу на берегу Красного моря. По пути его армия вступила на территории фьефов Монреаль (Шобак) и Керак. Салах ад-Дин расположился лагерем в Джербе и начал набеги на Монреаль. На военном совете лидеры крестоносцев продумывали варианты действий. Они могли спуститься по течению реки Иордан для защиты атакованных фьефов. Раймунд III выступал против этой стратегии, заявив, что подобные действия оставили бы королевство без защиты. Однако Балдуин IV не согласился с ним и направил армию крестоносцев в Петру в Трансиордании, таким образом, защищая земли своего вассала .
Между тем племянник Салах ад-Дина Фарух-шах привел войска из Дамаска опустошать оставшиеся беззащитными после действий короля галилейские земли. В этом набеге к Фаруху присоединились эмиры Босры, Баальбека и Хомса. Перед возвращением в Дамаск мусульмане. пользуясь слабостью гарнизона, захватили замок Хабис Джалдак.
В Трансиордании между тем основные армии христиан и сарацин стояли друг против друга. Франки задумали занять места добычи воды, чтобы вынудить Салах ад-Дина уйти в пустыню, но им это не удалось. Салах ад-Дин двинулся на север и достиг Дамаска 22 июня. Крестоносцы пересекли Иордан и сконцентрировали свои силы близ Сефории, в шести милях к северу-западу от Назарета.
После трех недель передышки Салах ад-Дин 11 июля двинулся из Дамаска и вышел к Аль-Куване на южном берегу Галилейского моря. Оттуда он послал войска, чтобы совершить набег на долину Иордана, Дженин и окрестности Акры. Один отряд был послан для нападения на Байсан, но он повернул обратно. Салах ад-Дин во главе основной армии перешёл на западный берег Иордана и двинулся на юг вдоль возвышенности.

## Битва

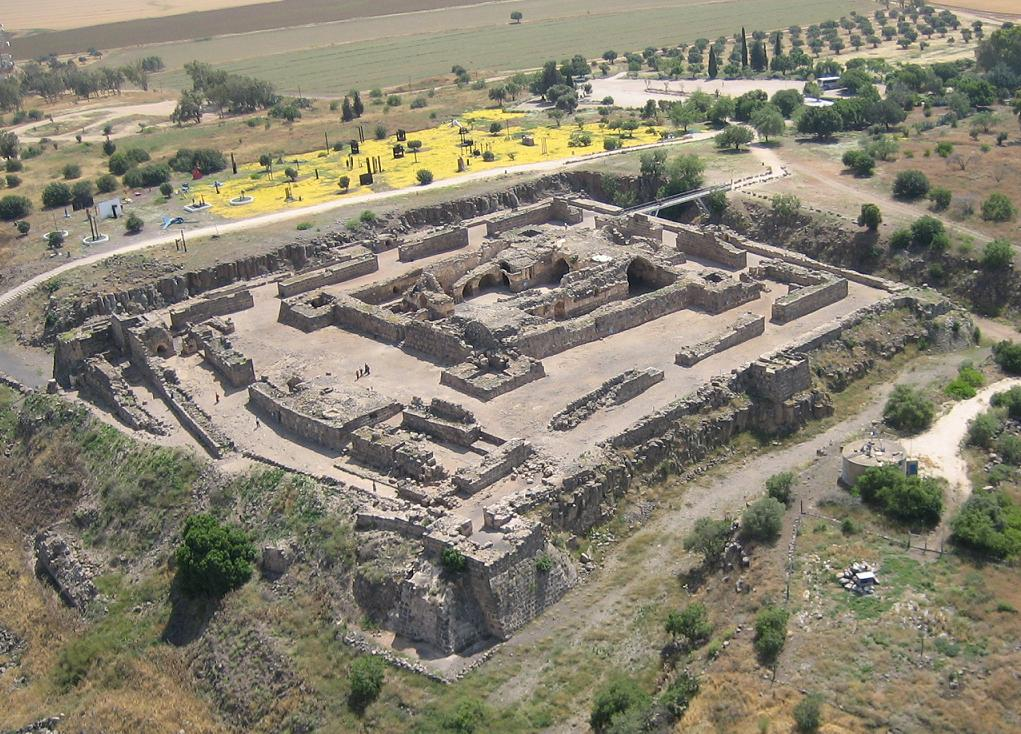
Руины замка Бельвуар.

Как только дозоры сообщили о приближении мусульман, франкские лидеры решили выдвинуть армию навстречу Салах ад-Дину. После добавления подкреплений за счет гарнизонов близлежащих замков армия крестоносцев двинулись к Тверии, а затем повернула на юг. В непосредственной близости от замка Бельвуар (Каукаб аль-Хава) воины Балдуина IV провели ночь в лагере. На следующее утро армия крестоносцами столкнулась с сарацинами.
Франки двигались в своем обычном формировании: пехота шла в сомкнутом строю под защитой копьеносцев и лучников. С флангов пехоту защищали всадники, всегда готовые ударить по вражеским флангам. Крестоносцы успешно использовали это формирование в битвах при Шайзаре (1111) и и при Босре (1147).
В свою очередь солдаты Салах ад-Дина попытались разрушить формирование крестоносцев, посылая ливень стрел на их пехоту, проводя стремительные атаки с притворным отступлением. «Вполне вероятно, что время от времени мусульмане шли в рукопашную, и это позволило некоторым авторам назвать происходившее битвой. Более вероятно, что это были короткие стычки, а не полноценное сражение». Серия стычек не привела к получению преимущества ни одной из сторон, и разочарованный Салах ад-Дин прервал бой и вернулся с войсками в Дамаск.

## Последствия
Однако кампанию Салах ад-Дин продолжил. Он послал египетский флот атаковать Бейрут. Как только его дозорные сообщили о приближении флота, Салах ад-Дин покинул Дамаск и осадил Бейрут. В то же время войска из Египта совершили налет на южную часть королевства христиан. Балдуин IV вновь собрал армию в Сефории и двинулся к Тиру. Оттуда он организовал снабжение осажденного Бейрута по суше и морю. Узнав об этом, Салах ад-Дин снял осаду и закончил свою кампанию в августе 1182 года.
Неутомимый Салах ад-Дин провел следующие двенадцать месяцев в походах по Сирии и Месопотамии, присоединив Алеппо и ряд других городов к своей растущей империи. Он собирался вторгнуться на Иерусалимское королевство снова в сентябре 1183 года. В отсутствие своего противника в октябре 1182 года Балдуин IV восстановил замок Хабис Джардак. В декабре Раймунд III провел набег на мусульманские земли и остановился в нескольких милях от Дамаска. Но это были лишь уколы. Вскоре после этого Балдуин IV стал полностью недееспособным из-за проказы и был вынужден назначить регентом свою сестру Сибиллу.
В боях у замка Бельвуар крестоносцам удалось удержать свои крепости и сохранить армию, так что они преуспели в своей стратегической цели. Но набеги сарацин нанесли огромный ущерб сельской местности. Франкские феодалы зависели от арендной платы своих арендаторов, но арендаторы оказались не в состоянии её платить из-за гибели урожая. Без денег феодалы не могли платить своим солдатам. Таким образом, постоянные опустошения в конечном счете привели к ослаблению и падению франкского королевства.